# Michel (album)
Pour les articles homonymes, voir Michel.
Albums de Mathieu Boogaerts
 2000  I love you
Michel est le quatrième album studio de Mathieu Boogaerts sorti en 2005.

## Titres
| No  | Titre                    | Durée |
| --- | ------------------------ | ----- |
| 1.  | Une bonne nouvelle       |       |
| 2.  | Pardonne                 |       |
| 3.  | Siliguri                 |       |
| 4.  | Keyornew                 |       |
| 5.  | Un petit peu de crème    |       |
| 6.  | Dommage                  |       |
| 7.  | Ami du bateau            |       |
| 8.  | Quelque chose            |       |
| 9.  | Appelez les pompiers     |       |
| 10. | Retrouver                |       |
| 11. | J'sais pas où t'es parti |       |
| 12. | Qui va là ?              |       |